# 王士琦
王士琦（1551年—1618年），字圭叔，號豐輿，浙江台州府臨海縣（今浙江省臨海市)人，明朝政治人物。

## 生平
萬曆四年（1576年）順天府鄉試第五名舉人，十一年（1583年）癸未科进士。吏部觀政，次年授南京工部主事，十五年升南京兵部职方司郎中，十八年出为福州府知府，十九年十二月丁父忧归。二十二年起补重慶府知府，因論播州之事听勘。萬曆二十三年十月，擔任四川副使，分巡上東川道。萬曆二十五年五月，朝廷抽调四川兵马增援朝鲜，以临洮大将刘綎统之，以川东副使王士琦擔任监军，加山東右參政銜，萬曆二十七年闰四月，擔任河南按察使，九月叙朝鲜東征功，加二级，升河南左布政使，仍支正二品俸，降一级管按察司事。同年十二月因四川播州楊應龍叛變，被禠職回籍听勘。
萬曆三十二年勘明，三十六年（1608年）十月，由河南按察使再降一级，为湖廣右參政兼佥事。三十九年加升按察使，四十一年升山西右布政，四十二年升一级，进山西左布政。萬曆四十四年七月，擔任右副都御史、巡撫大同，四十五年四月被弹劾，調南京別衙門用，四十六年二月去世，享年六十八。

## 著作
有《封贡纪略》、《三云筹组考》。另著《东征纪略》等。

## 家族
曾祖父王逸卿，贈通議大夫都察院右副都御史；祖父王訓，贈通議大夫都察院右副都御史；父親王宗沐，曾任刑部左侍郎。母秦氏（封淑人）。具庆下。兄王士崧，同科進士。弟王士昌，贡士；王士業，官生。
兄王士崧、弟王士昌，皆進士。士琦三子：王立鼎，太學生；王立程，舉人，出繼水部公；王立准，廪生。孫宜穀、宜碩、宜藎、宜玠、宜紹、宜保、宜焕。
王宗沐家族鼎盛一时，号“父子四进士，一门三巡抚”。如今紫阳街南段有两条小巷，一名三抚基，一名十伞巷，即为纪念王宗沐父子三任巡抚，受十顶万民伞的功绩。